# Rui Santos (Bogenschütze)
Ruimondo „Rui“ Santos (* 3. Februar 1967) ist ein portugiesischer Bogenschütze.
Santos, 1,78 m groß und 71 kg schwer, nahm an den Olympischen Spielen 1984 in Los Angeles sowie den Olympischen Spielen 1988 in Seoul teil. Er belegte die Plätze 51 bzw. 70.